# 伊波杏樹
伊波 杏樹（いなみ あんじゅ、1996年2月7日 - ）は、日本の声優、舞台女優、歌手。埼玉県出身。ソニー・ミュージックアーティスツ所属。
愛称はあんちゃん。Aqoursのメンバーでもある。

## 略歴
代々木アニメーション学院出身。
ソニー・ミュージックアーティスツ主催のオーディション・第2回「アニストテレス」の「準グランプリ」「審査員特別賞」を受賞して、芸能界入りした。
自身の芸能界でのデビュー作は舞台女優としてであり、2013年出演の舞台『大正浪漫探偵譚』。その後、2013年、短編の劇場アニメ『陽なたのアオシグレ』で主人公（陽向役）を演じて声優デビュー。以後、舞台女優、声優の両面で幅広く活動する。
2015年、『ラブライブ!サンシャイン!!』の主人公・高海千歌役での出演が決まり、Aqoursとしての活動を開始。この作品が、自身初めてのテレビアニメのレギュラー作品となった。
2017年、第11回声優アワードで、Aqoursとして歌唱賞を受賞。
2018年4月15日、SMA voice内にメンバーズサイト「Inamin Town」が開設された。
2021年12月8日、初のフルアルバム『NamiotO vol.0.5 〜Original collection〜『Fly Out!!』』を発売。
2022年1月29日、千葉県浦安市にある舞浜アンフィシアターにて、ワンマンライブ『Fly Out!! ～Reach out your hand!～』を開催。また、このライブの模様を収録したBlu-ray『Fly Out!! ～Reach out your hand!～』を7月23日に発売した。12月14日には金澤ダイスケ（フジファブリック）作詞・作曲・編曲・プロデュースのオフィシャルファンクラフ『Inami Town』テーマソング「街へ出かけよう」などを収録したシングル「Mille tendresses ～Welcome to Inamin Town～」を発売。12月25日に単独イベント『Mille tendresses』を東京・六本木にあるEX THEATER ROPPONGIにて開催した。
2023年5月6日から5月28日まで、東名阪ツアー『Re merveilleux VOYAGE』を開催。また、ツアーの初日である名古屋公演で自身の新レーベル「Queue me! Disque」の設立を発表した。同月14日には、ライブ会場で限定販売された「NamiotO vol 0.5 〜cover collection〜」の2023年リマスター版、「NamiotO vol 0.5　〜Original collection〜」、ファンクラブ限定販売の「Mille tendresses ～Welcome to Inamin Town～」、1stフルアルバム『NamiotO vol.0.5 ～Original collection～『Fly Out!!』』の4作品のサブスク配信を解禁。6月14日には、自身初となる全国流通シングル「Killer Bee」を、自身のレーベル「Queue me! Disque」より発売した。11月1日には、初の全国ツアー『cartes Á jouer』（2020年、コロナ禍の影響で中断）のテーマソングとして制作された楽曲「Raise The Ace!」を配信でリリース。
2024年4月21日から5月6日まで、福岡・名古屋・東京・大阪の4都市で、ツアー『伊波杏樹 1st LIVE KILLER MIRROR GIG』を開催。全4公演のうち、東京公演のみバンド編成で行われた。6月26日には第2弾シングル「NPNL」を自主レーベルより発売。

## 人物
中学生のとき、テレビアニメ『CLANNAD』に出会い、声優を志すようになった。中学校卒業時に、父親の後押しを受け、声優の専門学校のオーディションに参加。結果として、準グランプリと特別審査員賞を受賞し、声優を目指すきっかけとなる。なお、声優を志した理由として、「人を感動させられる芝居がしたいと思ったから」「声のみで芝居ができるので、自分の外見を気にせずに、すごく自分に合ったスタンスでお仕事、お芝居ができると思ったから」 ということを挙げている。専門学校では芝居を徹底して教えられるため、「女優も声優も歌手も、みんな役者」であり「これが自分がしたかったことだ」と気づく。このことから「役者であること」が「私の絶対にブレさせたくない軸」になったという。
自身の声優観として、キャラクターと同じ気持ちを感じたくて役者になったため「役に対して真摯に向き合いたい」、「私は常に自分の演じている人物が生きている世界に行きたいし、その人物と同じように見て感じたい」「身体表現があってこそ、声の芝居がより活きる」 という考えを持っている。これは、声優の活動と並行して取り組んでいる舞台女優としての活動、及び、中学校時代から取り組んできた空手から学んだことであるとのことであり、特に「感情を開放する（普段は出さない自分の感情を出す）」ことは、空手から学んだことであると述べている。このようなことから、自らが培ってきたことは、「演じる人物とリンクをした上でその世界を生きる、という姿勢へと活かすことができる」 ということを述べている。また、活動に対する姿勢として、「これまでに私に少しでも関わってくださった全ての方たちへの感謝の気持ちを大切にしたい。私に出会ってくれていなかったら、今の私はここにはいないと日々思っているから」」 ということを述べている。
このことに加えて、自身が心掛けていることとして、「自分なりのイエス・ノーをちゃんと持っていたい。自分の中に『芯』を持つ人間でありたい」「好きなものに対して嘘をつきたくない。だから、ノーをイエスに変える勇気を常に持てることを心掛けている」 ことを挙げている。
自身の声優人生において、デビュー作にして主役を演じた劇場アニメ『陽なたのアオシグレ』にて、「現場に出てみないと分からない怖さや楽しさ、経験をさせて頂いたこと。自分ひとりで完成系まで仕上げることが声優の仕事であることを学んだこと」が、原点になっていると述べている。この経験は、自身初となるテレビアニメでのレギュラー作品『ラブライブ！サンシャイン!!』の高海千歌役にも生きているという。
自身の目標として、「自分の演じるキャラクターが生きてきた証をお芝居で表現したい」「自分の演技や活動によって、いろんな人に驚き、感動、笑顔を与えられる役者になりたい」「キャラクターたちの背景、感情そのすべてを感じ取り、自分の芝居に昇華したい。それができるように、自分の人としての生き方をしっかり考えて吸収し続けていきたい」 と述べている。
座右の銘として、「日々精進」 を挙げている。
自身の特徴として、「マイナス思考」「さっぱりしている」「目力が強い」「ほわほわしている」 と述べている。人物的特徴として、Aqoursのメンバーである逢田梨香子は、「リーダーシップの塊。誰もが認めるリーダー」、斉藤朱夏は、「すごく頼れる存在で、いるだけで空気が引き締まる感じ」 と述べている。また、逢田、斉藤のいずれも、伊波について「公私両面で、いつも全力でぶつかってくれる」（逢田）」、「シンプルだけど自分にとってヒントになるすごくよい言葉を言ってくれる」（斉藤）」 ことから、「自分にとって、尊敬の塊。活動における心の支え」」 という趣旨の発言をしている。
影響を受けた人物として、黒木瞳 を、憧れの人物として、平野綾 を、それぞれ挙げている。好きな音楽として、「ロックテイストのような、パンチの効いた洋楽」 を挙げている。
好きなことは、「歌うこと」「泳ぐこと」「身体を動かすこと」。特技として、「空手の回し蹴り」 を挙げている。自身の習慣として、「腹筋」 を挙げている。自身のイメージカラーとして、「ショッキングピンク」 を挙げている。

## Aqoursとして
Aqoursではリーダーとして活動しているが、前作『ラブライブ!』のμ'sのライブに現地鑑賞したり、小泉花陽推しである趣旨のことが本人のツイッターで綴られたことがある。
自身が演じる高海千歌が感じたことを「一緒に感じたい」と述べている。『ラブライブ!』プロジェクトの「みんなで叶える物語」という言葉に強い実感が湧いているという。その気持ちを感じられることが幸せであり、「だからこそ走り続けていたい」と思えると述べている。その上で、「レールは曲がっているからこそ面白い」、困難にぶつかったときに必要なのは、「みんなの力」、「それをもっとこれから実感していきたい」、「それができたとき、千歌ちゃんが見ている世界は一体どんな風に見えるんだろうな 」と発言している。2016年1月のAqoursの単独イベントで、初めてステージに立った際に「千歌ちゃんが見ている世界を自分も見ているという不思議な感覚」があったことが心に残っているという。
千歌については、「とにかく明るくて元気で、常に前向きで、どんなことにも決してめげない子」」 とのことで、「千歌ちゃんのおかげで明るくポジティブな思考を持てるようになった」 と述べている。
Aqoursのメンバーについて、「9人それぞれいろんな個性があるし人間性もバラバラだけど、まとまったときの一体感や安心感がすごい」「良い意味でのライバル意識を持って切磋琢磨していくことで、よいチームができ上がると思います」と述べている。2年生組でもある斉藤朱夏については、ダンスや体力を持続させる上手さも含めて見習う部分が多いという。
Aqoursの活動を始めるにあたって、メンバーとの初顔合わせの際、「出身地から年齢から趣味まで」自己紹介の内容を覚えようとメモ書きして臨んだ 。

## 出演
太字はメインキャラクター。

### テレビアニメ
2016年
- ラブライブ!サンシャイン!!（2016年 - 2017年、高海千歌） - 2シリーズ

2017年
- アニメガタリズ（青山絵里香）
- いつだって僕らの恋は10センチだった。（少女A）

2018年
- アニマエール!（漫画研究部員）

2022年
- ビルディバイド -＃FFFFFF-（メリッサ）

2023年
- 幻日のヨハネ -SUNSHINE in the MIRROR-（チカ）

### 劇場アニメ
- 陽なたのアオシグレ（2013年、陽向[9]）
- アニメガタリ（2015年、エリカ[41]）
- ラブライブ!サンシャイン!! The School Idol Movie Over the Rainbow（2019年、高海千歌[42]）

### Webアニメ
- Wonder Momo（2014年、藤田祐美）
- 食べちゃったっていいのにな!（2018年、会津地鶏、川俣シャモ〈地鶏〉[43][44]）

### ゲーム
2014年
- Tokyo 7th シスターズ（ジェダ・ダイヤモンド）
- Wonder Momo: Typhoon Booster（藤田祐美）

2015年
- シューティングガール（米平令美）
- 刻のイシュタリア（ランスロット、ヨイチ、イソラ）

2016年
- ソラヒメ Ace Virgin -銀翼の戦闘姫-（2016年 - 2017年、嫉妬、F-15）
- ラブライブ! スクールアイドルフェスティバル（2016年 - 2023年、高海千歌）
- レムリア 〜Strada Of Chain〜（葵）

2017年
- ニューダンガンロンパV3 みんなのコロシアイ新学期（まこと）
- CARAVAN STORIES（エッダ）

2018年
- WAR OF BRAINS（守銭踊女 アリス）
- ドラゴンジェネシス -聖戦の絆-（アナフィエル）
- 三国覇王戦記〜乱世の系譜〜（蔡文姫）
- ぷちぐるラブライブ!（高海千歌）
- グランブルーファンタジー（高海千歌）
- アズールレーン（2018年 - 2022年、磯風、能代）

2019年
- ブラウンダスト（ユリ）
- 剣と天秤のディテクタシー（チアリィ）
- モンスターストライク（2019年 - 2025年、ワトソン、リンドヴルム、フラーラ、ウェルデ）
- Shadowverse（2019年 - 2020年、マシンブーメランエルフ、ノクターンヴァンパイア、博愛の翼人、高海千歌）
- League of Angels 3（セシリー、ジュリア、セントリア）
- ラブライブ! スクールアイドルフェスティバル ALL STARS（2019年 - 2023年、高海千歌）
- デュエル・マスターズ プレイス（チュリン、解体屋ピーカプ）

2020年
- にゃんグリラ（ナターシャ）
- エースヴァージン：再出撃（F-15、嫉妬）
- BATON=RELAY（高縁あかり）
- 少女☆歌劇 レヴュースタァライト -Re LIVE-（高海千歌）

2021年
- ラブライブ!スクールアイドルフェスティバル 〜after school ACTIVITY〜 わいわい!Home Meeting!!（高海千歌）

2022年
- ヘブンバーンズレッド（2022年 - 2024年、逢川めぐみ）

2023年
- ラブライブ! スクールアイドルフェスティバル2 MIRACLE LIVE!（2023年 - 2024年、高海千歌）
- キュービックスターズ（ワトソン）
- 幻日のヨハネ -BLAZE in the DEEPBLUE-（チカ）
- IDOLY PRIDE（高海千歌）

2024年
- 龍が如く8（不二宮千歳）
- 幻日のヨハネ NUMAZU in the MIRAGE（チカ）

時期未定
- 天下三分-果て無き戦場-（女主人公）

### DVD
- 声優の現場　スタジオマイクワークの基本　～あなたが動かすアニメの未来（出演：伊波杏樹）～（2015年）[77]

### ドラマCD
- 剣士を目指して入学したのに魔法適性9999なんですけど!?（2017年、アンナ） - 第4巻ドラマCD付き限定特装版
- 淡海乃海 水面が揺れる時〜三英傑に嫌われた不運な男、朽木基綱の逆襲〜（2021年、小夜、キリ[78]）

### デジタルコミック
- 人形峠（2018年、漆谷花）

### 吹き替え

#### 映画
- ピッチ・パーフェクト（2015年、ベッカ〈アナ・ケンドリック〉）※パルコ・ハピネット版
- スパイダーマン:ホームカミング（2016年、シンディ〈ティファニー・エスペンセン〉[79]）
- エルフと不思議な猫（2020年、アリーナ〈アレクサンドラ・ポリティク〉）
- ヴァーチャル・ウォー（2021年、グンデガ〈イルバ・センテレ〉[80]）

#### ドラマ
- マイ・ヒーリング・ラブ〜あした輝く私へ〜（2020年、ヘス〈チュ・シヨン〉）[81]

#### アニメ
- ドリーム・ビルダーズ ミナと秘密の夢工場（2020、ミナ）[82]

### ナレーション
- ラブライブ! サンシャイン!! TVアニメ2期放送直前番組 〜私たち、輝きたい!!〜
- 世界東西まっぷたつ！クギヅケ映像バトル（2018年1月19日、テレビ朝日）[83]

### 舞台
- 大正浪漫探偵譚（2013年7月27日 - 8月1日、八幡山ワーサルシアター） - 相馬秋乃 役[84]
- スーパーダンガンロンパ2 THE STAGE 〜さよなら絶望学園〜（2015年12月3日 - 13日、Zeppブルーシアター六本木） - 澪田唯吹 役[85]
- 舞台版「てーきゅう」〜先輩とめぐりあう時間たち〜（2015年7月29日 - 8月2日、日本芸術専門学校大森校劇場） - 押本ユリ 役[86]
- ライブ・スペクタクル「NARUTO -ナルト-」 - 山中いの 役
  - 国内公演（2015年3月21日 - 4月5日・4月29日 - 5月10日、AiiA 2.5 Theater Tokyo / 4月10日 - 12日、キャナルシティ劇場 / 4月17日 - 19日、梅田芸術劇場 メインホール / 4月23日 - 25日、多賀城市民会館 大ホール）[87]
  - ワールドツアー（2015年5月22日 - 24日、マカオ・威尼斯人劇場 The Venetian Theater / 5月30日・31日、マレーシア・Malaysia International Exhibition&Convention Centre / シンガポール・Resort World Theatre）[88]
- JYUKAI-DEN -桃源-（2016年3月3日 - 8日、CBGKシブゲキ!!） - 花林 役[注 1][89]
- 舞台版 地獄少女（2016年11月9日 - 13日、CBGKシブゲキ!!） - 武田里奈 役[注 2][90][91]
- ライブ・ファンタジー「FAIRY TAIL」（2016年4月30日 - 5月9日、サンシャイン劇場） - エンジェル 役[92]
- スーパーダンガンロンパ2 THE STAGE 〜さよなら絶望学園〜2017（2017年3月16日 - 26日、Zeppブルーシアター六本木 / 3月30 - 4月2日、森ノ宮ピロティホール） - 澪田唯吹 役[93]
- Flying Trip Vol.12「ブラックダイス」（2017年4月20日 - 24日、あうるすぽっと） - 主演・臼田芽衣（咲子） 役[注 3][94]
- 岩﨑大20周年企画 support ed by 東京ジャンケン『bastidores-楽屋-』（2018年3月28日 - 4月1日、ウエストエンドスタジオ）[95]
- 音楽朗読劇「シラノ」（2018年8月8日・9日・15日、 TOKYO FM HALL） - ロクサーヌ 役[96]
- Flying Trip Vol.14「アンチイズム」（2018年12月12日 - 20日、あうるすぽっと） - 主演・九条菜々 役[97]
- 『神ノ牙-JINGA-転生』〜消えるのは俺じゃない、世界だ。〜（2019年1月5日 - 14日、天王洲 銀河劇場） - トモハ 役[注 4][98]
- 銀河鉄道999 さよならメーテル〜僕の永遠（2019年4月20日 - 29日、明治座 / 5月10日 - 12日、梅田芸術劇場 メインホール） - メーテル 役[注 5][99]
- 朗読劇「私の頭の中の消しゴム11th Letter」（2019年6月12日・13日、よみうり大手町ホール） - 薫 役[100]
- ミュージカル「ラヴズ・レイバーズ・ロスト-恋の骨折り損-」（2019年10月 - 11月、シアタークリエ 他） - キャサリン 役[101]
- DisGOONie Presents
  - Vol.9 舞台「GHOST WRITER」（2021年1月22日 - 24日、COOL JAPAN PARK OSAKA WWホール / 1月29日 - 2月7日、EX THEATER ROPPONGI） - コンスタンス 役[102]
  - Vol.10 舞台「MOTHERLAND」（2021年12月18日、森ノ宮ピロティホール） - One Day Special Guest[103]
  - Vol.13 舞台「Go back to Goon Docks」（2024年1月11日 - 21日、EX THEATER ROPPONGI） - ミランダ（「十三夜」）、桜の女（「桜の森の満開の下」） 役
- SF時代活劇『虹色とうがらし』（2021年8月28日 - 9月5日、あうるすぽっと） - 菜種 役
- 『僕のヒーローアカデミア』The “Ultra” Stage 本物の英雄（ヒーロー） PLUS ULTRA ver.（2021年12月3日 - 12日、TOKYO DOME CITY HALL / 24日 - 26日、京都劇場） - トガヒミコ 役[104]
- ミュージカル「DOROTHY（ドロシー）〜オズの魔法使い〜」（2022年8月20日 - 28日、東京：日本青年館ホール / 9月16日 - 19日、兵庫：兵庫県立芸術文化センター 阪急中ホール他全国巡演） - 東の魔女 役[105]
- 『ワールドトリガー the Stage』B級ランク戦開始編（2023年8月5日 - 6日、シアター1010 / 8月10日 - 13日、サンケイホールブリーゼ / 8月18日 - 27日、天王洲 銀河劇場） - 武富桜子 役[106]
  - 『ワールドトリガー the Stage』ガロプラ迎撃編（2024年10月25日 - 11月4日、シアターH / 11月9日・10日、キャナルシティ劇場 / 11月15日 - 17日、COOL JAPAN PARK OSAKA WWホール / 11月22日 - 24日、天王洲 銀河劇場）[107]
- 朗読劇「白骨船長」（2024年1月25日 - 31日、あうるすぽっと）[108]
- DisGOONie Presents Vol.14 reading mindfulness『chill moratorium』チルモラトリアム（2024年9月14日 - 23日、シアターH / 9月27日 - 29日、COOL JAPAN PARK OSAKA TTホール）[109]
- LOG project 朗読劇『源 -minamoto- 白赤の旗幟』（2025年11月8日・9日〈予定〉、TOKYO FM HALL） - 平清盛 役[110][111]

### ラジオ
※はインターネット配信。
- ラジオどっとあい 伊波杏樹のハチャメチャめちゃめちゃいいですか!?（2016年、AG-ON※）
- ラブライブ！サンシャイン!! Aqours浦の星女学院RADIO!!!（2016年 - 、HiBiKi Radio Station※・音泉※）[112]
- アッパレ伊波!1名様やってまーす（2018年 - 、MBSラジオ）[113]
- 亜美と杏樹のディナータイム♪（2018年、ニコニコ生放送※）[114]
- たうんRadio（2018年 - 、SMA VOICE内※）[115]
- 伊波杏樹のRadio Curtain Call（2018年 - 、超!A&G+※）[116]

### CM
- ラブライブ! スクールアイドルフェスティバル（2017年4月27日 - ）

### その他コンテンツ
- バンめし♪（2020年、大友華莉那 / カリーナ）[117]

## ディスコグラフィ

### 音楽配信
- Raise The Ace!（2023年11月1日）[24]

### 映像作品
| #   | 発売日         | タイトル         | 規格品番   |
| --- | -------------- | ---------------- | ---------- |
| 1st | 2023年12月20日 | Mille tendresses | SLRL-10125 |

### キャラクターソング
| 発売日         | 商品名                                         | 歌 | 楽曲                                                                                              | 備考                                                                            |
| -------------- | ---------------------------------------------- | --- | ------------------------------------------------------------------------------------------------- | ------------------------------------------------------------------------------- |
| 2016年3月30日  | アニメを語レ！ 〜アニメガタリ同好会のテーマ〜  | マヤ（水瀬いのり）、エリカ（伊波杏樹） | 「アニメを語レ！ 〜アニメガタリ同好会のテーマ〜」 「次元の果てまで恋せよ乙女」 「Twilight Day's」 | 『アニメガタリ』関連曲                                                          |
| 2017年8月11日  | Magical Love Happy!                            | 兵藤彩芽（水瀬いのり）、一ノ瀬諸葉（伊波杏樹）、東雲アニタ（春咲暖）                                                                                               | 「Magical Love Happy!」                                                                           | ゲーム『ウィッチ・アームス〜魔法少女は眠れない〜』テーマソング                  |
| 2020年9月16日  | バンめし♪ ふるさとグランプリ ROUND2 〜夏の陣〜 | Vanitas Lacrimosa［カリーナ（伊波杏樹）］ | 「叛逆のディスパレート」                                                                          | 『バンめし♪』関連曲                                                             |
| 2022年5月24日  | Striking Diamond                               | ジェダ・ダイヤモンド（伊波杏樹） | 「Striking Diamond」                                                                              | ゲーム『Tokyo 7th シスターズ』関連曲                                            |
| 2022年12月14日 | Job for a Rockstar                             | She is Legend | 「ありふれたBattle Song 〜いつも戦闘は面倒だ〜」 「Muramasa Blade!」                              | ゲーム『ヘブンバーンズレッド』劇中歌                                            |
| 2023年12月6日  | 異次元★♥BIGBANG                                | 島村卯月（大橋彩香）、最上静香（田所あずさ）、月岡恋鐘（礒部花凜）、高海千歌（伊波杏樹）、上原歩夢（大西亜玖璃）、澁谷かのん（伊達さゆり）、日野下花帆（楡井希実） | 「異次元★♥BIGBANG」                                                                               | ライブイベント『異次元フェス アイドルマスター★♥ラブライブ！歌合戦』テーマソング |
| 2024年3月6日   | 龍が如く8 ORIGINAL SOUNDTRACK                  | 不二宮千歳（伊波杏樹） | 「Honolulu City Lights【Full Spec Edition】」                                                     | ゲーム『龍が如く8』内ミニゲームカラオケ楽曲                                     |

### その他参加楽曲
| 発売日        | 商品名                                                                      | 歌                       | 楽曲                       | 備考                                                         |
| ------------- | --------------------------------------------------------------------------- | ------------------------ | -------------------------- | ------------------------------------------------------------ |
| 2015年2月12日 | Good Shepherd/Life, Like, Party!                                            | 伊波杏樹                 | 「Good Shepherd」          | ゲーム『大図書館の羊飼い -Library Party-』オープニングテーマ |
| 2015年9月30日 | Rejet Sound Collection vol.2 「LOVE GEYSER」                                | 伊波杏樹                 | 「LOVE☆DON!!」             | 『LOVE★DON!!★QUIXOTE』主題歌                                 |
| 2018年9月19日 | 「WAR OF BRAINS・オリジナルサウンドトラック」ALL GAME CHANGER・COMPLETE BOX | t+pazolite feat.伊波杏樹 | 「a Respectable Showtime」 | ゲーム『WAR OF BRAINS』劇中歌                                |

## ライブ・イベント

### 単独公演
| 出演日         | タイトル                                                              | 会場                    |
| -------------- | --------------------------------------------------------------------- | ----------------------- |
| 2018年4月15日  | 伊波杏樹『Le merveilleux VOYAGE (ﾘ ﾒﾙﾍﾞｰﾕ ﾎﾞﾔｰｼﾞｭ)』                  | 品川THE GRAND HALL      |
| 2018年12月25日 | 伊波杏樹『An seule étoile (ｱﾝ ｽｰﾙ ｴﾄﾜｰﾙ)』                            | 第一生命ホール          |
| 2019年3月31日  | 伊波杏樹『Super-pouvoir (ｽｰﾊﾟｰﾌﾟｰｳﾞｫｱ)』                              | オリンパスホール八王子  |
| 2019年8月12日  | 伊波杏樹『An seule étoile 〜Rythme d'été〜 (ｱﾝ ｽｰﾙ ｴﾄﾜｰﾙ ∼ﾘﾄﾑ ﾃﾞﾃ∼)』 | 神戸文化ホール 大ホール |
| 2019年12月25日 | 伊波杏樹『3 fête!!! (ﾄﾛﾜ ﾌｪｯﾄ!!!)』                                   | 有楽町よみうりホール    |
| 2022年1月29日  | Fly Out!! ～Reach out your hand!～                                    | 舞浜アンフィシアター    |
| 2022年12月25日 | Mille tendresses                                                      | EX THEATER ROPPONGI     |

### ワンマンツアー
| 開催期間             | タイトル                            | 会場・日程 | 備考 |
| -------------------- | ----------------------------------- | --- | ---- |
| 2023年5月6日-5月28日 | Re merveilleux VOYAGE               | - 5月6日 名古屋ダイアモンドホール（愛知県） - 5月13日 ゴリラホール大阪（大阪府） - 5月28日 ヒューリックホール東京（東京都）                            |      |
| 2024年4月21日-5月6日 | 伊波杏樹 1st LIVE KILLER MIRROR GIG | - 4月21日 DRUM LOGOS（福岡県） - 4月28日 名古屋ダイアモンドホール（愛知県） - 5月2日 EX THEATER ROPPONGI（東京都） - 5月6日 ゴリラホール大阪（大阪府） |      |